# Josep Franch Clapers
 (juillet 2023).
Si vous disposez d'ouvrages ou d'articles de référence ou si vous connaissez des sites web de qualité traitant du thème abordé ici, merci de compléter l'article en donnant les références utiles à sa vérifiabilité et en les liant à la section « Notes et références ».
Josep Franch Clapers (dit Franc), né le 23 mai 1915 à Castellterçol en Espagne et mort le 27 novembre 2005 aux Baux-de-Provence (France) est un artiste espagnol catalan.

## Premières armes
Fils du charron d’un village de la province de Barcelone, il montre très tôt des inclinations et des talents artistiques.[réf. nécessaire]
Après l'école paroissiale il entre à l'École des Patrons Décorateurs de Barcelone, puis dans une école de décoration de statues sacrées. Enfin, au début des années trente il est admis à l'école de la Llotja, à Barcelone.

## La guerre, la Retirada et les camps
En 1936 il est brutalement happé par la guerre civile qui va bouleverser et sa vie et son œuvre. Il participe aux combats du front d'Aragon avec les milices puis s'enrôle dans l'armée de la République.
Lorsqu’en 1939 la Catalogne tombe aux mains des Franquistes, il est pris dans la foule des vaincus qui fuient vers la frontière française, cet exode dramatique connu sous le nom de Retirada.
Il passe onze mois dans le camp de rétention de Saint-Cyprien (Pyrénées-Orientales) puis au camp de Gurs (Basses-Pyrénées). Pendant toute cette période il n’a que deux préoccupations: survivre et témoigner de l’enfermement.

## Témoignage
Son témoignage est constitué par les centaines de dessins qu'il accumule jour après jour et qui constituent la plus abondante et déchirante chronique iconographique des camps de concentration français. Les huiles et les mosaïques, souvent de grandes dimensions, qu’il crée dès sa sortie des camps privilégient les tons ocre et sombres, souvent en contraste avec une clarté diffuse qui est présage et qui est arrière-goût de tourmente. Les visages dominants sont anonymes, émaciés, à peine individualisés ils transsudent la résignation et la souffrance.

La plupart des critiques qui ont tenté de définir son style l’ont situé par rapport à l’expressionnisme; d’autres, fascinés par ses figures si particulièrement allongées et pensives, ont mentionné El Greco, voire Matisse. Il y a dans ses œuvres d’alors un indubitable éclectisme et même de multiples réminiscences.
Il refusera toujours de vendre ces œuvres-là y compris lorsqu'on lui proposera des ponts d'or car il a un autre projet plus lointain et plus ambitieux, les offrir à la Catalogne lorsqu’elle connaîtra à nouveau liberté et démocratie.
Franch sort du camp[Quand ?], intégré dans une Compagnie de Travail affectée à la commune de Saint-Rémy-de-Provence (Bouches-du-Rhône). Quelques mois plus tard il est livré aux Allemands qui l'intègrent dans l'Organisation Todt à Marseille.

Dès que l'occasion se présente il s'évade et passe plusieurs mois de clandestinité dans les Basses-Alpes jusqu'à la Libération. Il épouse alors la fille du couple de Saint-Rémois qui l’avaient accueilli et aidé à son arrivée en Provence.
Franch Clapers expose à Paris ses dessins de la Retirada et des camps. Picasso vient, que Franch reverra plusieurs fois chez lui, viennent aussi d'autres artistes et intellectuels, viennent les ouvriers des grandes entreprises, ainsi que les autorités de l'exil espagnol.

## Gleizes et le cubisme
À Saint-Rémy-de-Provence il reçoit l'influence d'Albert Gleizes, l'un des théoriciens du cubisme, qu'il fréquente quotidiennement et sa route artistique change fondamentalement. Gleizes meurt brutalement en 1953 mais son empreinte est désormais indélébile. Franch applique les théories et l’exemple de son mentor en inventant la sculpture cubiste en taille directe et la mosaïque cubiste, en développant la peinture murale cubiste et en explorant le vitrail cubiste. Il expose à Marseille, Toulouse, Paris, en Suisse, à Munich etc.

En 1997, il fait une importante donation (207 dessins, toiles et mosaïques) au gouvernement autonome de Catalogne.

## Postérité
Ses œuvres de la Retirada et des camps sont à l’Espai Franc, le musée qui lui est consacré à Castellterçol (Province de Barcelone) ouvert en juillet 2005, au Mémorial du Camp d'Argelès-sur-Mer à Argelès-sur-Mer (Pyrénées Orientales) et au musée de l’Exil de La Junquera à la frontière hispano-française. Un grand nombre sont  à l’Arxiu Nacional de Catalunya.

Beaucoup de ses œuvres cubistes se trouvent sur les cinq continents acquises par des personnes privées ou des institutions publiques. D’autres, monumentales, sont visibles sur le domaine public provençal autour d’Arles et Saint-Rémy.
« La farandole » à l’École Frédéric-Mistral de Maillane (Mosaïque)
« Les Iris » à l’Hôpital Psychiatrique de Saint-Rémy de Provence (Mosaïque)
Le « Monument aux Espagnols », Chemin des Espagnols, à Saint-Rémy de Provence (Mosaïque)
« La Provence », à l’École  de Maussane les Alpilles (bas-relief), etc.
Une avenue de Saint-Rémy-de-Provence porte maintenant son nom